# Керамічна цегла

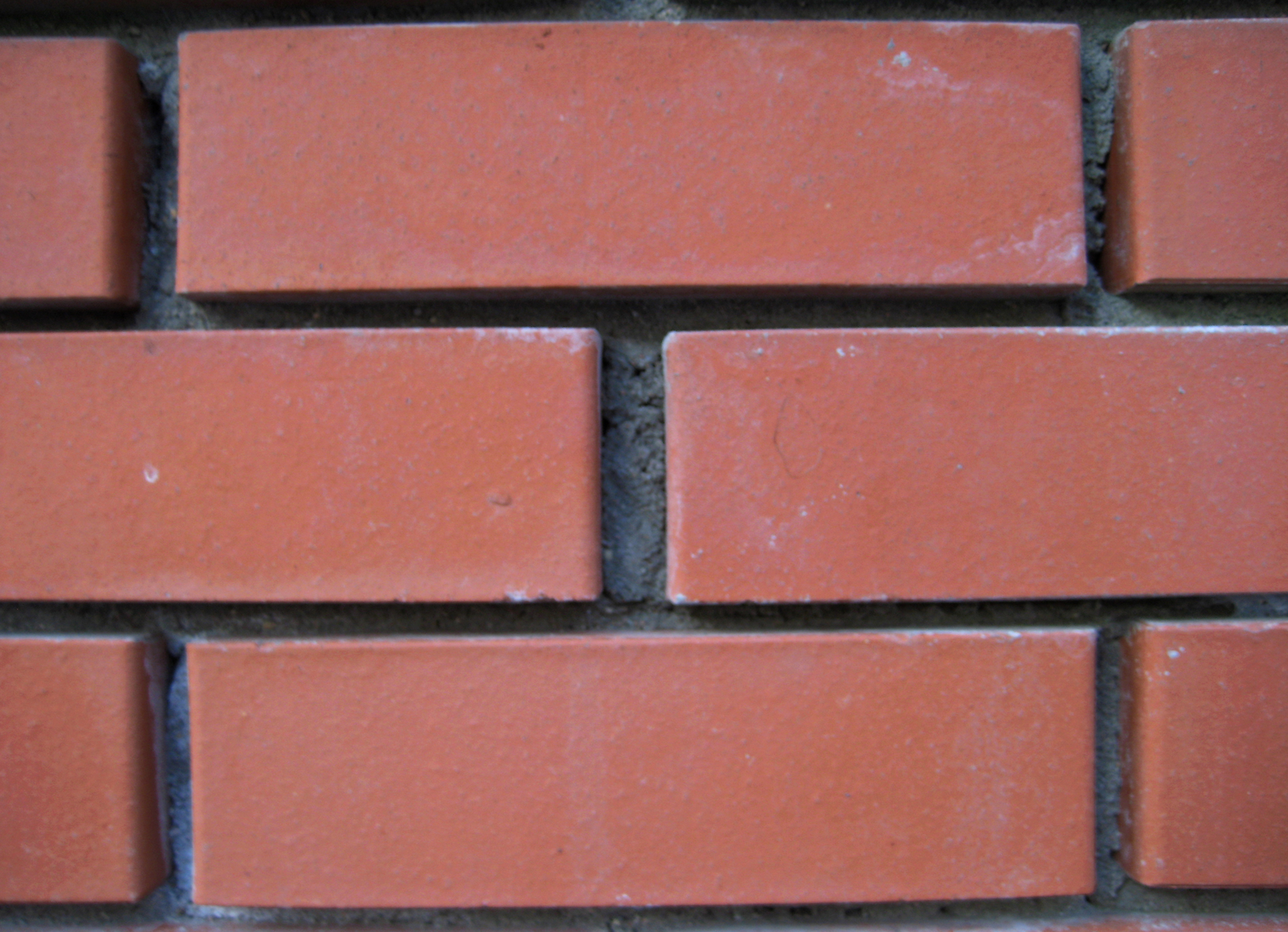

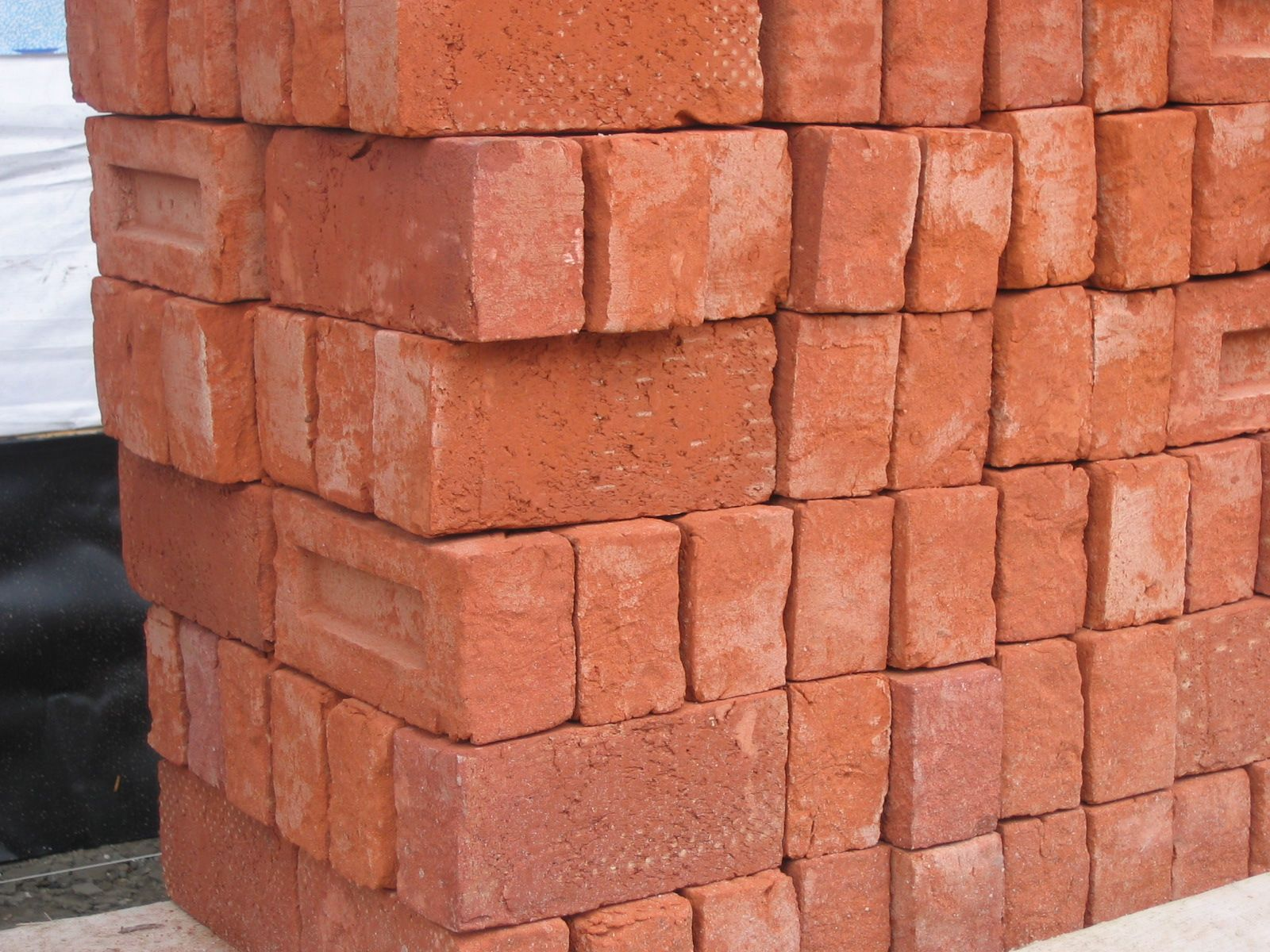
Штабель червоної цегли

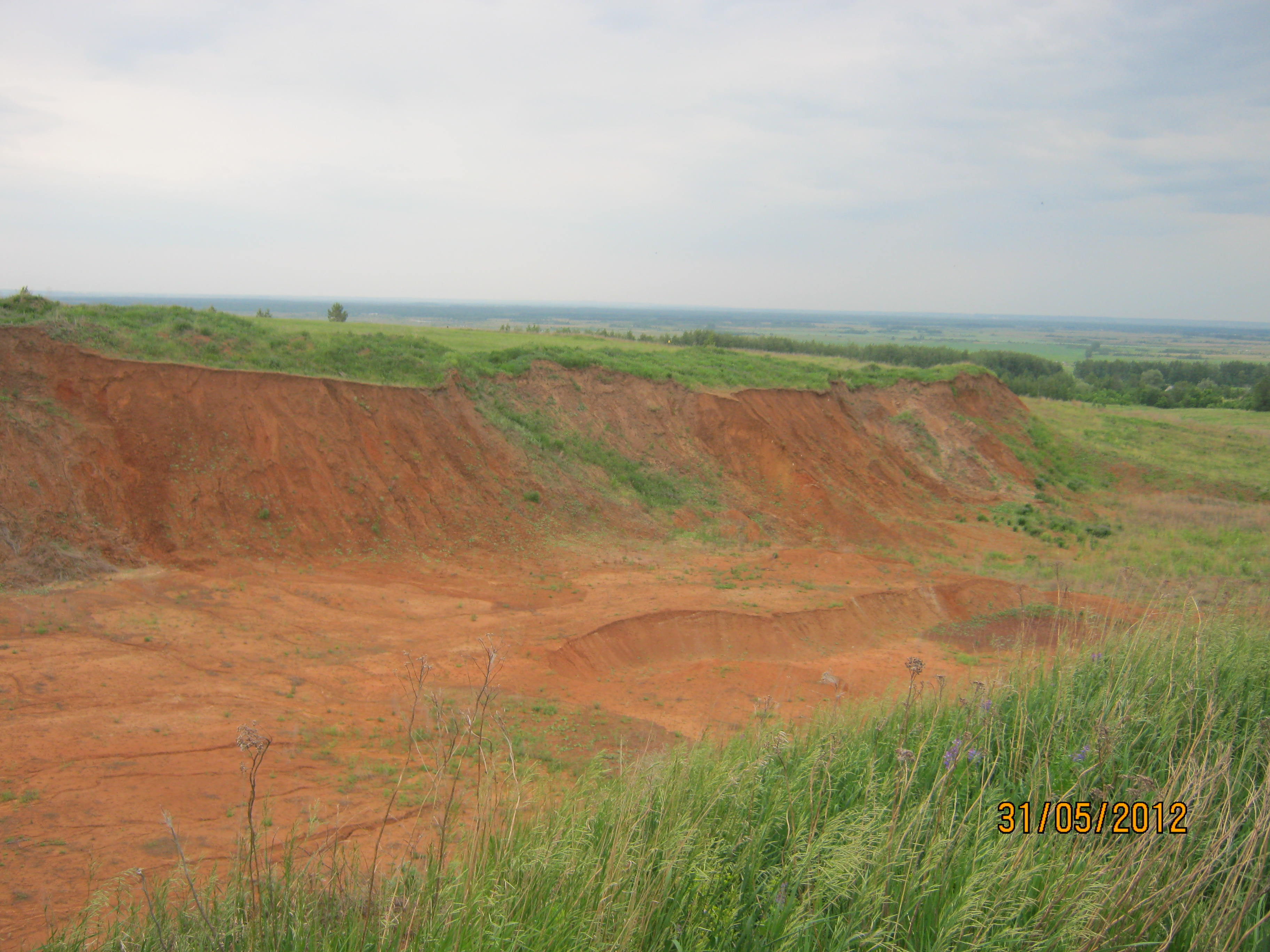
Глинкар'єр заводу керамічної цегли

Керамічна цегла — один з найпоширеніших будівельних матеріалів. У розвинених європейських країнах понад 70 % загального виробництва становить облицювальна цегла. В Україні на облицювальну цеглу припадає лише 3 % виробництва, ще 22 % — на саман, решта 75 % — на повнотілу. Облицювальна цегла реалізується в Україні за ціною від $ 150—200 за 1000 шт.
За застосуванням у будівництві виділяють три основні типи керамічної цегли — рядова (стіни, паркани та фундаменти), облицювальна (все що облицьовується) та вогнетривка (котли, печі, димові труби).